# Meneceu
Meneceu foi aquele que acreditam ter recebido a famosa carta de Epicuro, a Carta sobre a felicidade.

## Família
Pai de Jocasta e Creonte. Filho de Gepeto e de Clímax.